# 아야타카

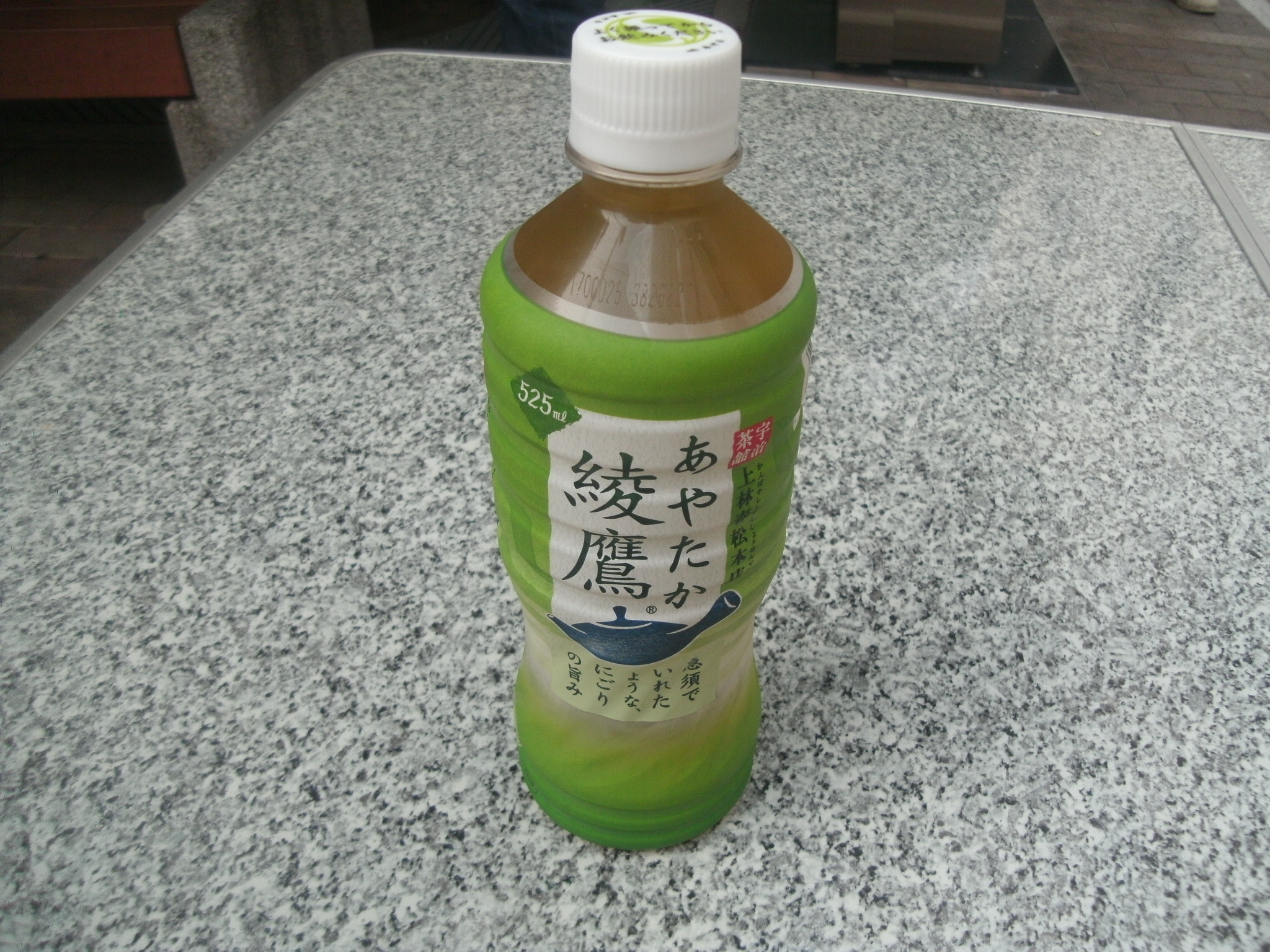
아야타카 병

아야타카(綾鷹)는 일본 코카콜라에서 제조 및 판매하는 녹차 음료이다. 간바야시슌쇼 본점과의 협업한 제품이다.